# Torsted Sogn (Sydslesvig)
 For alternative betydninger, se Torsted Sogn. (Se også artikler, som begynder med Torsted Sogn)
Torsted Sogn (på tysk Kirchspiel Taarstedt) er et sogn i det sydlige Angel i Sydslesvig, tidligere i Slis Herred (Gottorp Amt), nu i Torsted Kommune i Slesvig-Flensborg Kreds i delstaten Slesvig-Holsten.
I Torsted Sogn findes flg. stednavne:
- Kjusballe (Kiusballig)
- Torsted (også Thorsted, Taarstedt)
- Ågeby (også Aageby, Wester Akeby)